# Walter Denkert
Walter Denkert (né le 23 février 1897 à Kiel et mort le 9 juillet 1982 à Kiel) est un Generalleutnant allemand qui a servi au sein de la Heer dans la Wehrmacht pendant la Seconde Guerre mondiale.
Il a été récipiendaire de la croix de chevalier de la croix de fer. Cette décoration est attribuée pour récompenser un acte d'une extrême bravoure sur le champ de bataille ou un commandement militaire accompli avec succès.

## Biographie
Walter Denkert s'engage dans l'armée le 22 août 1914 en tant que volontaire de guerre et combat sur le front de l'Est au début de la Première Guerre mondiale. Le 14 mai 1915, il devient lieutenant de réserve dans le 23e régiment d'infanterie de Landwehr. 
Walter Denkert est capturé par les troupes américaines en avril 1945 dans la Poche de la Ruhr et reste en captivité jusqu'en 1947.

## Décorations
- Croix de fer (1914)
  - 2e classe
  - 1re classe
- Insigne des blessés (1914)
  - en Noir
- Croix d'honneur des combattants 1914-1918
- Agrafe de la croix de fer (1939)
  - 2e Classe
  - 1re Classe
- Insigne de combat d'infanterie
- Médaille du Front de l'Est
- Croix allemande en or (8 mars 1945)
- Croix de chevalier de la croix de fer
  - Croix de chevalier le 14 mai 1944 en tant que Oberst et commandant de la 19. Panzer-Division[1]
- Mentionné dans le bulletin quotidien radiophonique de l'Armée: le Wehrmachtbericht (26 novembre 1944)